# タラメッロ
タラメッロ（伊: Talamello）は、イタリア共和国エミリア＝ロマーニャ州リミニ県にある、人口約1,100人の基礎自治体（コムーネ）。
2009年に、マルケ州ペーザロ・エ・ウルビーノ県から移管された。

## 地理

### 位置・広がり
リミニ県南西部のコムーネ。リミニから南西へ29km、ウルビーノから北西へ35kmの距離にある。

#### 隣接コムーネ
隣接するコムーネは以下の通り。括弧内のFCはフォルリ＝チェゼーナ県所属を示す。
- マイオーロ
- メルカート・サラチェーノ (FC)
- ノヴァフェルトリア
- ソリアーノ・アル・ルビコーネ (FC)

### 気候分類・地震分類
タラメッロにおけるイタリアの気候分類 (it) および度日は、zona E, 2384 GGである。
また、イタリアの地震リスク階級 (it) では、zona 2 (sismicità media) に分類される。

## 行政

### 分離集落
タラメッロには、以下の分離集落（フラツィオーネ）がある。
- Ca' Francescone, Ca' Fusino, Campiano, Cava, Collina